# 查格雷斯国家公园
查格雷斯国家公园（西班牙語：Parque nacional Chagres）是一个位于巴拿马省和科隆省内，巴拿马运河东边区域的国家公园，总面积为129,000公顷。
该国家公园内有热带雨林和一系列河流，可提供足够的水量来保证巴拿马运河的主湖加通湖、查格雷斯河及加通河的运行。

## 巴拿马运河分水岭
公园成立于1985年，目的是保护自然雨林来提供用以保障巴拿马运河正常运作所需的水量，另外也为巴拿马城、科隆和La Chorrera等城市提供饮用水，以及为这些城市提供发电所需的水力。
巴拿马运河的运作需要保持高水位，因为每一个通过闸门的船只大概需要五千两百万加仑不可回收的淡水。